# Zsuzsanna Budapest

Símbolo de la Triple Diosa lunar.

Zsuzsanna Emese Mokcsay (Budapest, Hungría, 30 de enero de 1940) es una escritora estadounidense, activista, periodista, dramaturga y compositora de origen húngaro, que escribe sobre espiritualidad feminista y Wicca Diánica bajo el seudónimo de Zsuzsanna Budapest, Susana Budapest o Z. Budapest. Es la fundadora de la Susan B. Anthony Coven, el primer aquelarre feminista, solo para mujeres.
Es la fundadora y directora del Foro de Espiritualidad de la Mujer, una organización sin fines de lucro que ofrece conferencias, retiros y otros eventos, y fue la directora de un programa de televisión por cable llamado 13th Heaven (Cielo 13º). Tiene una autobiografía en línea titulada Fly by Night (Volando por la Noche) y escribe para la sección de religión del San Francisco Examiner sobre temas relacionados con las religiones paganas. Su obra The Rise of the Fates (El surgimiento de los destinos) se estrenó en Los Ángeles a mediados de los años setenta. Es la compositora de varias canciones, incluyendo Todos nosotros venimos de la Diosa. Vive en Oakland, California.

## Primeros años
Nació en Budapest, Hungría. Su madre, Masika Szilagyi, era una médium, bruja practicante y escultora profesional, cuyo trabajo refleja temas de espiritualidad de la Diosa y la naturaleza. En 1956, cuando estalló la revolución húngara, salió del país en calidad de refugiada política. Terminó la escuela secundaria en Innsbruck, se graduó en un gimnasio bilingüe y ganó una beca para la Universidad de Viena, donde estudió idiomas. En el Libro sagrado de los Misterios de la Mujer, Z. Budapest afirma que su abuela materna nació por partenogénesis (o nacimiento virgen).
Budapest emigró a los Estados Unidos en 1959, donde estudió en la Universidad de Chicago, con la creadora e innovadora del arte de la improvisación, Viola Spolin, y el grupo de teatro de improvisación The Second City. Se casó y tuvo dos hijos, Laszlo y Gabor, pero más tarde se divorció. Se dio cuenta de que se sentía lesbiana y eligió, en sus palabras, evitar la "dualidad" entre varón y mujer.

## Carrera
Se mudó a Los Ángeles desde la ciudad de Nueva York en 1970, y se convirtió en un activista en el movimiento de liberación femenina. Estuvo como personal del primer Centro de la Mujer en los EE. UU. durante muchos años y se convirtió en la fundadora y Gran Sacerdotisa del Aquelarre de Susan B. Anthony # 1, el primero documentado de sólo mujeres. Fue la responsable de la creación de un Escuadrón Anti-Violación y del Movimiento Retomemos la Noche (Take Back the Night Movement) en el sur de California y ha facilitado muchas de sus marchas callejeras.

## Caza de brujas
En 1975, fue arrestada por "adivinación" en su tienda de velas y libros en Venice, California, después de una "picadura" por una mujer policía encubierta, Rosalie Kimberlin, quien recibió una lectura de tarot de ella. Posteriormente, Budapest fue acusada de violar una ordenanza municipal, el Código 43.30, lo que significaba la adivinación era ilegal. Budapest y su equipo de defensa describieron el evento como "la primera bruja procesada desde Salem", y el juicio subsiguiente se convirtieron en el foco de los medios de comunicación y de manifestantes paganos. Budapest fue declarada culpable.
Budapest y su asesor legal se propusieron establecer la Wicca, y más específicamente la Diánica Wicca, como una religión auténtica. La Corte Suprema del Estado anuló la sentencia condenatoria por inconstitucional y por violación de la Ley de libertad religiosa.
Tras su condena, dedicó nueve años de apelaciones, con el argumento de que la lectura del tarot fue un ejemplo de mujeres asesorando espiritualmente a mujeres en el contexto de su religión. Con representación legal pro bono fue absuelta y las leyes contra la "adivinación" fueron eliminadas en California.

## Todos nosotros venimos de la Diosa
En 2012, Susana Budapest requirió vía Facebook que la canción que escribió, We All Come From The Goddess (Todos nosotros venimos de la Diosa) se tocara tal y como fue escrita y que no fuera alterada para incluir dioses masculinos. Inicialmente declaró que todo aquel que cambiara su canción sería maldecido, pero aclaró en la sección de comentarios de este post que estaba bromeando.

## Televisión
Budapest indica que su primer trabajo en televisión fue como Chica de Color para la CBS en Nueva York; que fue asignada a The Ed Sullivan Show, y que fue a su cara a la que la CBS ajustó su cámara.
En los ochenta, creó el programa de TV 13th Heaven (13er Cielo), que apareció en el cable del área de la Bahía de San Francisco durante siete años. También fue entrevistada por Johnny Carson en su programa The Tonight Show, respecto al juicio.

## Libros
- The Feminist Book of Lights and Shadows, (1975) Feminist Wicca, Luna Publications
- The Holy Book of Women's Mysteries: Feminist Witchcraft, Goddess Rituals, Spellcasting and Other Womanly Arts (1989) Wingbow Press ISBN 0-914728-67-9, ISBN 978-0-914728-67-2
- The Grandmother of Time: A Woman's Book of Celebrations, Spells, and Sacred Objects for Every Month of the Year, (1989) HarperOne ISBN 0-06-250109-7, ISBN 978-0-06-250109-7
- Grandmother Moon: Lunar Magic in Our Lives—Spells, Rituals, Goddesses, Legends, and Emotions Under the Moon (1991) HarperSanFrancisco ISBN 0-06-250114-3, ISBN 978-0-06-250114-1
- The Goddess in the Office: A Personal Energy Guide for the Spiritual Warrior at Work (1993) HarperOne ISBN 0-06-250087-2, ISBN 978-0-06-250087-8
- The Goddess in the Bedroom: A Passionate Woman's Guide to Celebrating Sexuality Every Night of the Week (1995) HarperSanFrancisco ISBN 0-06-251186-6, ISBN 978-0-06-251186-7
- Summoning the Fates: A Woman's Guide to Destiny (1999) Three Rivers Press ISBN 0-609-80277-1, ISBN 978-0-609-80277-9
- Celestial Wisdom for Every Year of Your Life: Discover the Hidden Meaning of Your Age  (with Diana Paxson) (2003) Weiser Books ISBN 1-57863-282-X, ISBN 978-1-57863-282-4
- Rasta Dogs (2003) Xlibris Corporation ISBN 1-4010-9308-6, ISBN 978-1-4010-9308-2
- Selene, the Most Famous Bull-Leaper on Earth (1976) Diana Press ISBN 0-88447-010-5

## Obras de teatro
- The Rise of the Fates: A Woman's Passion Play 1976

## Grabaciones
- Winter: The Goddess Monologues (with Béla Bartók and the Hungarian Women's Chorus from Gyor) 2003[4]
- Glad Woman's Song on Robert Gass's Ancient Mother CD
- Grandmother Moon CD
- Goddess in the Bedroom CD

## Filmografía
- The Occult Experience 1987 Cinetel Productions Ltd (released on VHS by Sony/Columbia-Tristar 5 de agosto de 1992)
- Gathering the Goddess, a documentary of her first festival (in south central Texas)
- Gathering the Goddess '08 (held in LaHonda, California) - in development.